# Petit-Bourbon

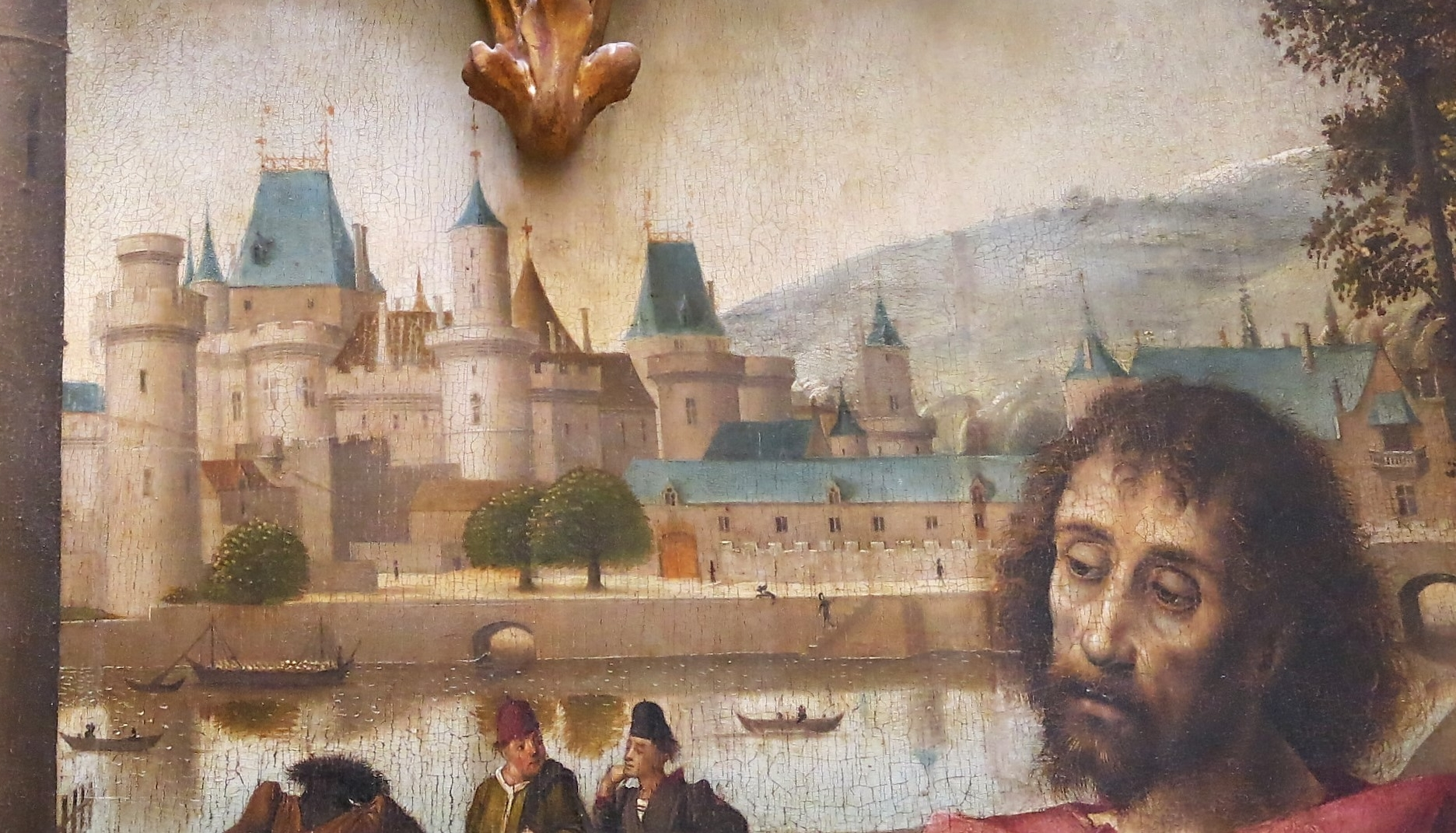
Retable du Parlement de Paris, milieu du XVe siècle, détail montrant le Louvre médiéval et l'hôtel du Petit-Bourbon, vus de la rive gauche.

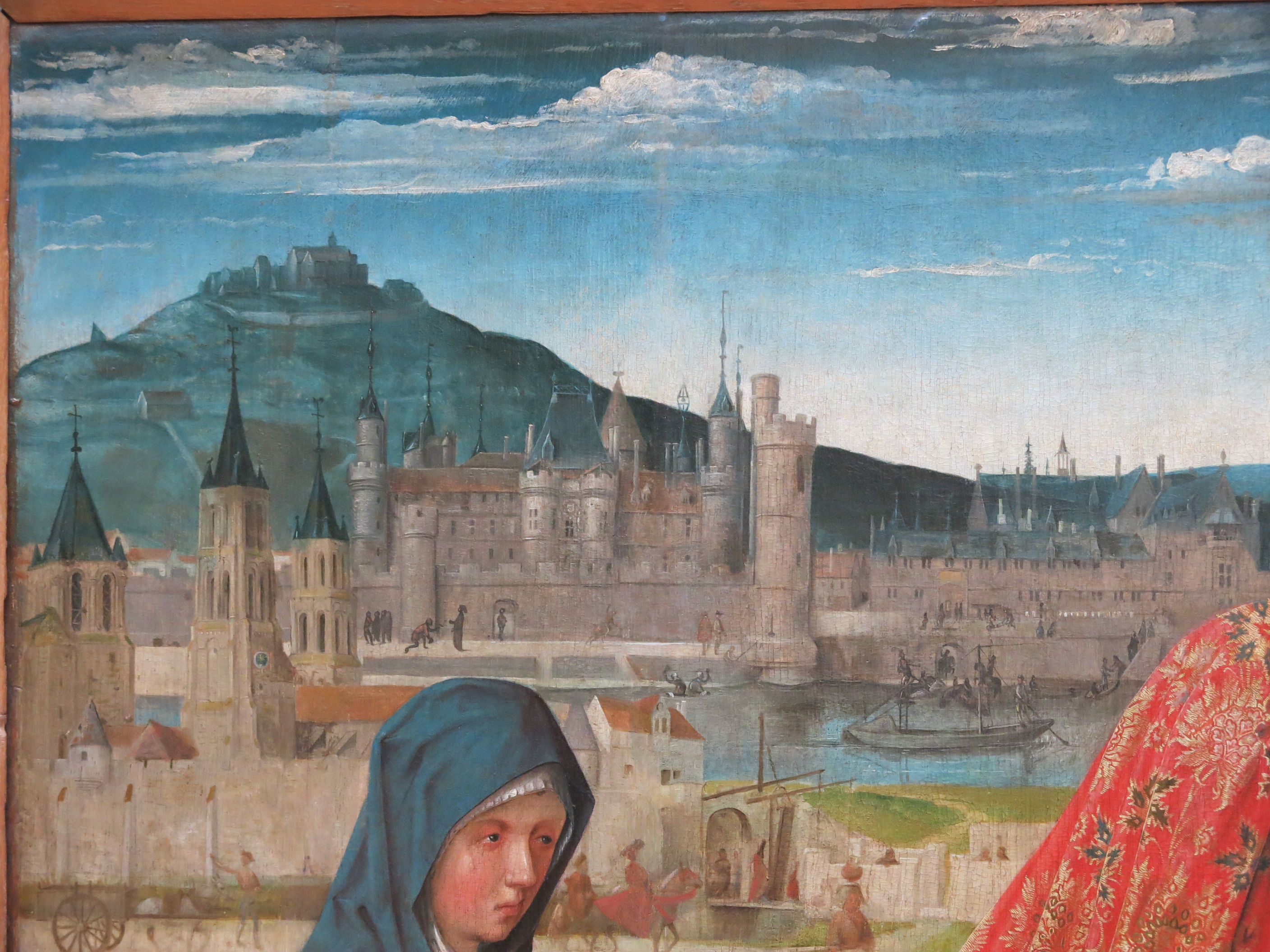
Le Louvre médiéval et l'hôtel du Petit-Bourbon, vers 1500.

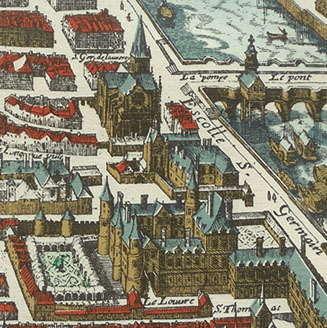
Le Petit-Bourbon, situé entre le Louvre et l'église de Saint-Germain l'Auxerrois sur le Plan de Mérian (1615).

Hôtel du Petit-Bourbon est le nom couramment donné à l'ancien hôtel de Bourbon parisien élevé face au pont-levis de la porte est du château médiéval du Louvre, entre le fossé Saint-Germain-l'Auxerrois (section sud de l'actuelle rue de l'Amiral-de-Coligny) et l'ancienne rue d'Autriche (disparue), et attenant d'un côté à l'ancien hôtel d'Alençon et de l'autre à la rive droite de la Seine. Construit à la fin du XIVe siècle pour le duc de Bourbon, il fut confisqué par le roi vers 1523 et détruit en 1525 à l'exception de la chapelle et de l'aile nord qui abrita la galerie dite salle du Petit-Bourbon ou théâtre du Petit-Bourbon qui disparut à son tour en 1660. 
Cette salle servait plus particulièrement aux fêtes royales et autres divertissements tels que des représentations de ballets et de pièces de théâtre. Molière et Scaramouche s'y produisirent où le terme petit locau fut utilisé en alternance avec leurs troupes respectives.

## Histoire

### L'hôtel de Bourbon (Petit-Bourbon)

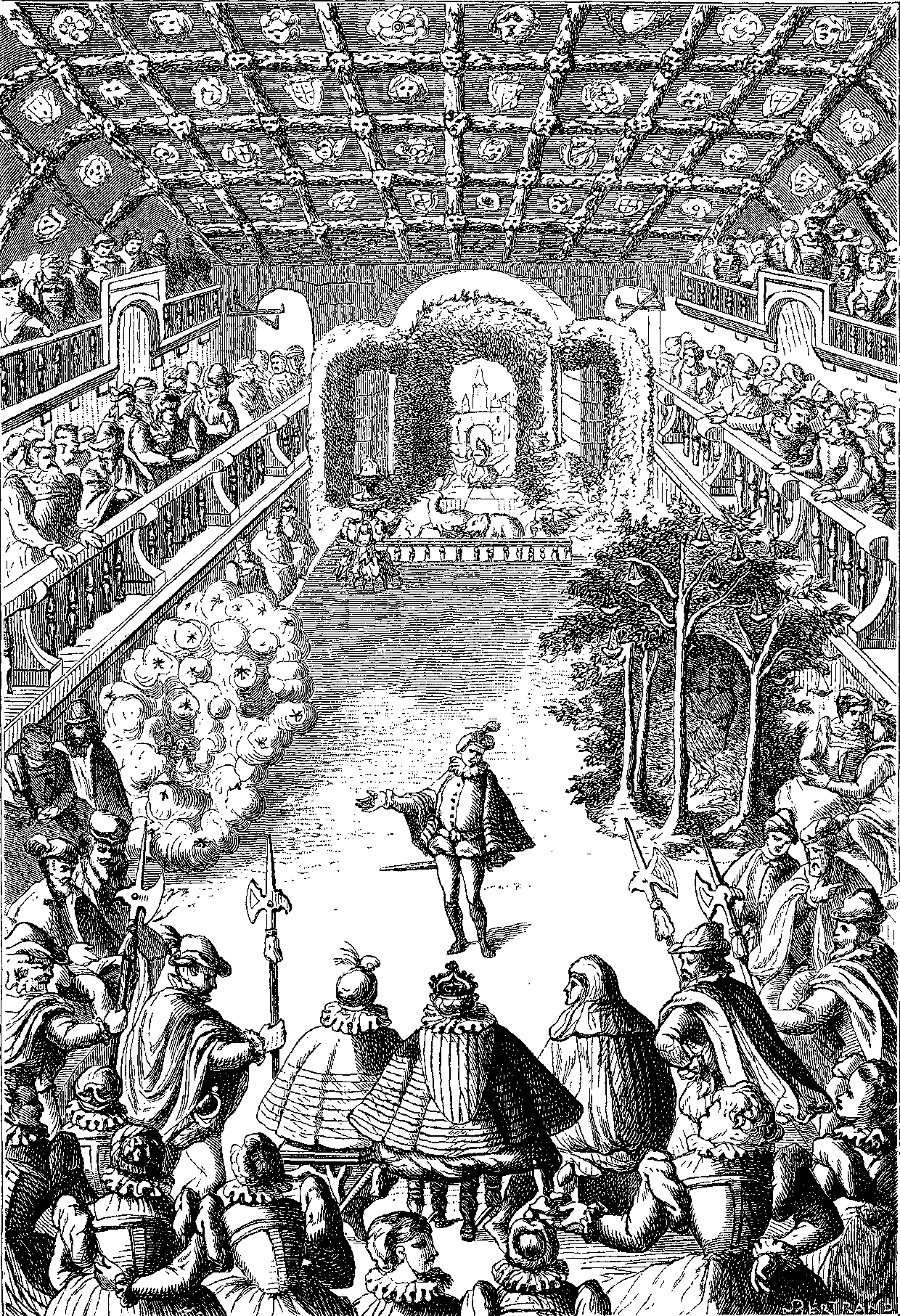
Le ballet comique de la reine (1581).

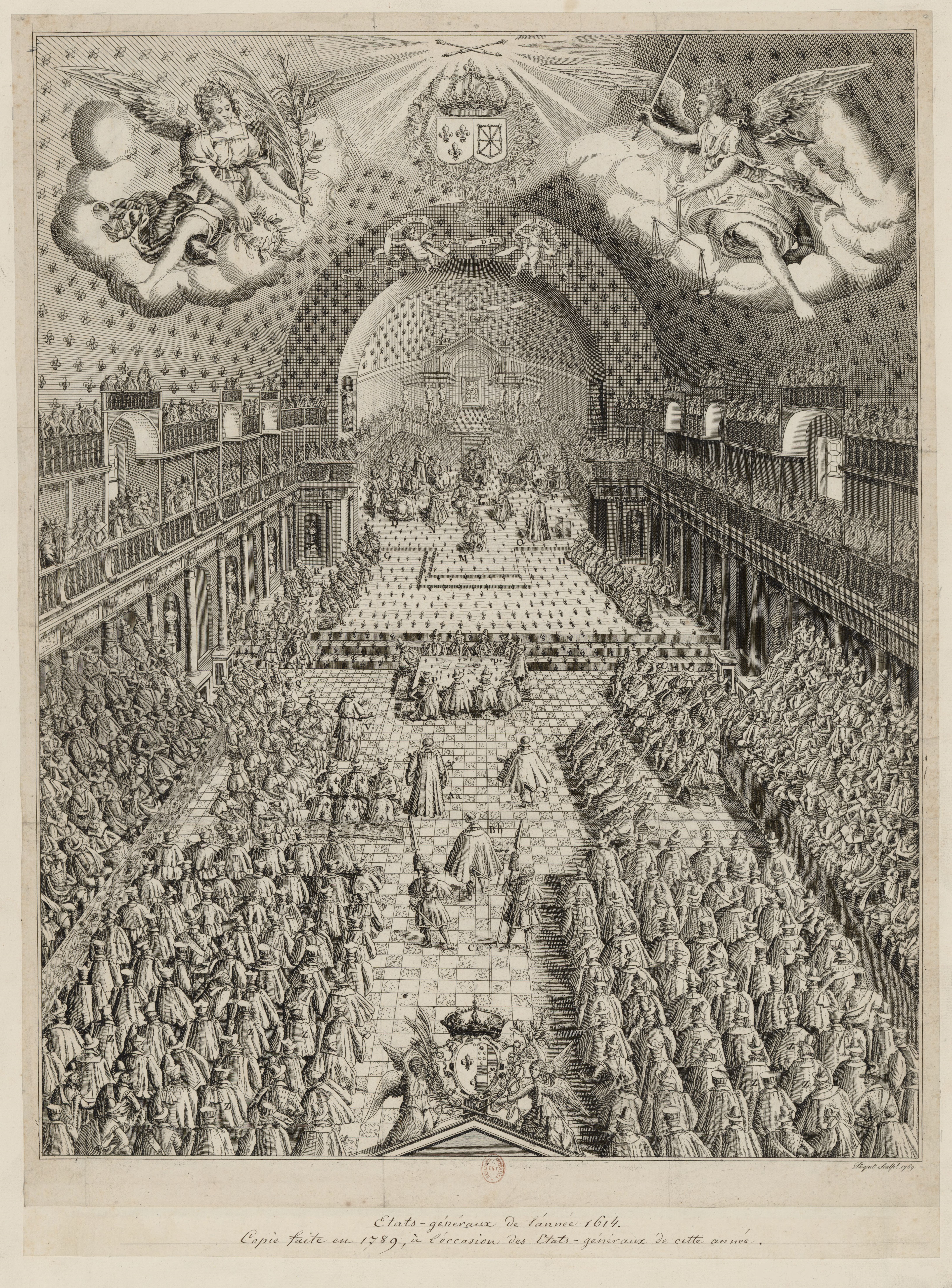
Les états généraux (1614).

L'Hôtel de Bourbon, construit en 1390 pour le duc Louis II de Bourbon (1337-1410), resta entre les mains des descendants de ce dernier pendant trois générations. Lorsque la dispute autour de la succession de Suzanne de Bourbon (1491-1521), dernière héritière en ligne directe, qui avait épousé son cousin Charles de Bourbon (1490-1527), issu de la branche cadette de la famille ducale, connétable de France depuis 1515, fut tranchée en faveur de la reine-mère Louise de Savoie (1476-1531), cousine de Suzanne de Bourbon, et non pas en faveur du connétable de Bourbon, ce dernier se rebella contre François Ier et se rallia à Charles Quint en 1523. Le roi le déclara traître et criminel de lèse-majesté et lui confisqua ses biens. L'Hôtel du Petit-Bourbon fut en grande partie démoli en 1525, à l’exception de la chapelle, d’une vaste galerie où l’on établit le théâtre et quelques autres locaux affectés au garde-meuble de la couronne.

### La Grande salle du Petit-Bourbon
Cette salle de grande dimension, la plus grande de Paris, était assez vaste pour contenir la foule des courtisans lors de grands événements, de fêtes royaux, de ballets de la cour et d'autres réjouissances: les festivités du mariage de Marguerite de Valois et d'Henri de Navarre (1572), le ballet comique de la reine (1581), la réunion des états généraux (27 octobre 1614 au 23 février 1615), derniers avant ceux de 1789. Les princes et Louis XIV y dansaient publiquement.

### Les représentations théâtrales
Le 19 mai 1577, des comédiens italiens que le roi Henri III avait fait venir de Venise, et qui avaient donné des représentations à Blois, furent installés au théâtre du Petit-Bourbon ; ils prenaient quatre sous par personne, et ils attiraient un grand concours de spectateurs. En 1584 et en 1588 ils parurent une seconde et une troisième troupe. En 1645, le théâtre du Petit-Bourbon fut occupé par des bouffons italiens, que le cardinal Mazarin avait fait venir pour satisfaire la passion de la reine Anne d'Autriche pour les spectacles, et où le 14 décembre 1645, des acteurs italiens y représentèrent La finta pazza, premier opéra alliant musique et ballets, précurseur de l'opéra-ballet français, puis Orphée et Eurydice, etc.
En 1650, le théâtre accueille la représentation d'Andromède, une pièce à machines de Pierre Corneille, musique de Charles Coypeau d'Assoucy, décors et machines de Giacomo Torelli.
En octobre 1658, Molière fait sa réapparition sur les scènes parisiennes notamment devant la cour du jeune roi Louis XIV où il interprète, L'Étourdi ou les Contretemps et le Dépit amoureux. Pendant cette comédie dramatique, le roi bâille, ce qui pousse Molière à jouer ensuite la pièce du Docteur amoureux, le roi est alors tellement enthousiasmé qu’il lui accorde la salle du Petit Bourbon. En novembre 1658, la troupe de Molière, composée de dix acteurs, fait ses débuts publics à Paris et y joue les jours extraordinaires (lundi, mercredi, jeudi et samedi) en alternance avec les Comédiens italiens. Cette troupe donna des représentations sur ce théâtre jusqu’en 1660, époque où Molière quitta le théâtre du Petit-Bourbon pour aller occuper la salle du Palais-Royal le 20 janvier suivant, et où ils demeureront jusqu’à la mort du dramaturge en 1673. En cette année 1660, des comédiens espagnols venus avec l’infante Marie-Thérèse, que Louis XIV venait d’épouser, donnèrent trois représentations au théâtre du Petit-Bourbon, dont la démolition commença le 11 octobre.

### La démolition (1660)

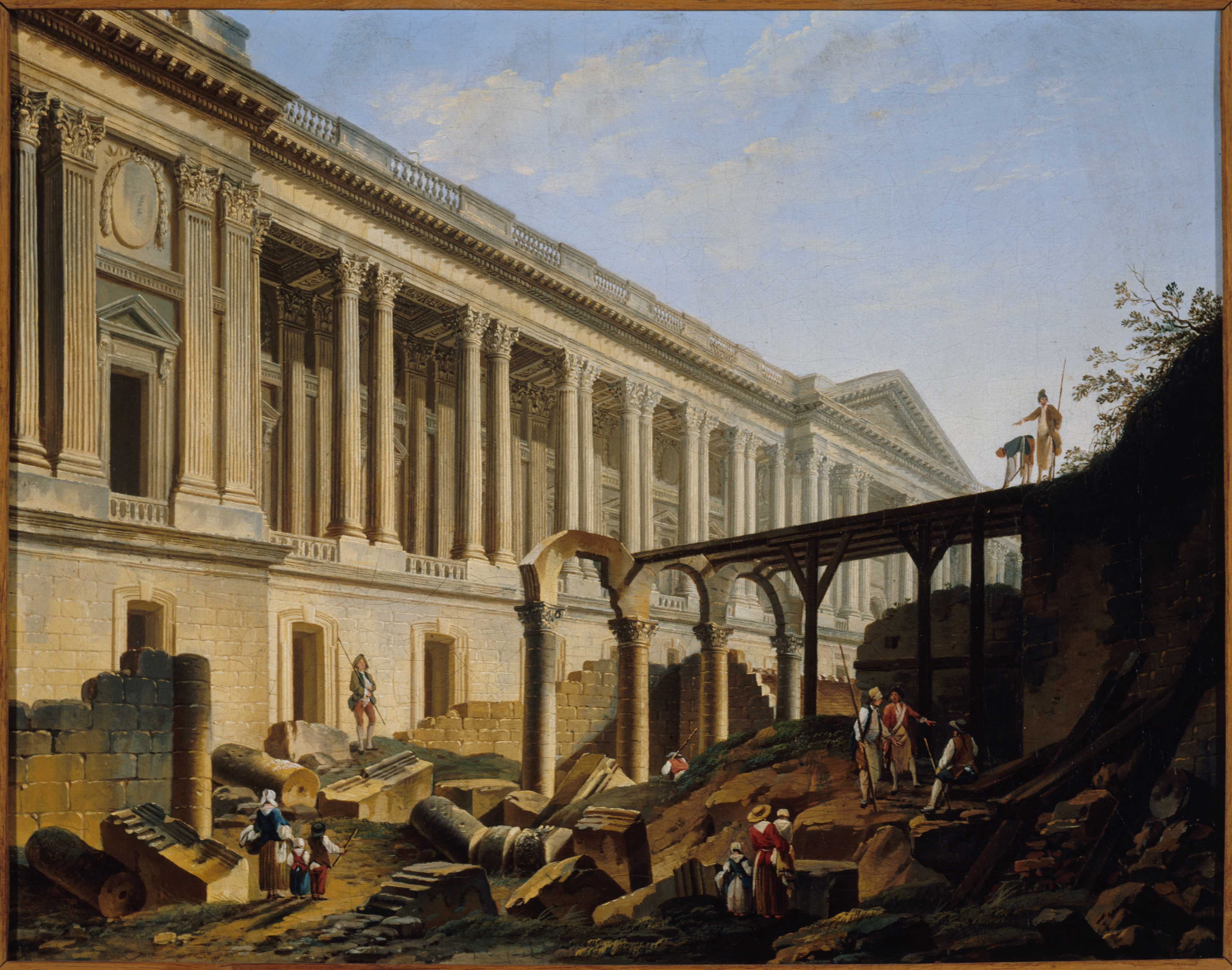
Démolition de l'hôtel du Petit-Bourbon devant la Colonnade du Louvre (vers 1760), par Pierre-Antoine Demachy.

Le 11 octobre 1660, le théâtre du Petit-Bourbon est démoli — sans que les comédiens en soient prévenus — afin de libérer l'espace requis pour la construction projetée de la future aile de la colonnade du Louvre. Le garde-meuble de la Couronne, précédemment abrité dans des bâtiments annexes, avait déjà été transféré à l'hôtel de Conti en 1758, et les comédiens iront désormais jouer dans la salle du Palais-Royal. En 1665, Louis XIV pose la première pierre de la colonnade.

## Le Petit-Bourbon sur les vieux plans de Paris

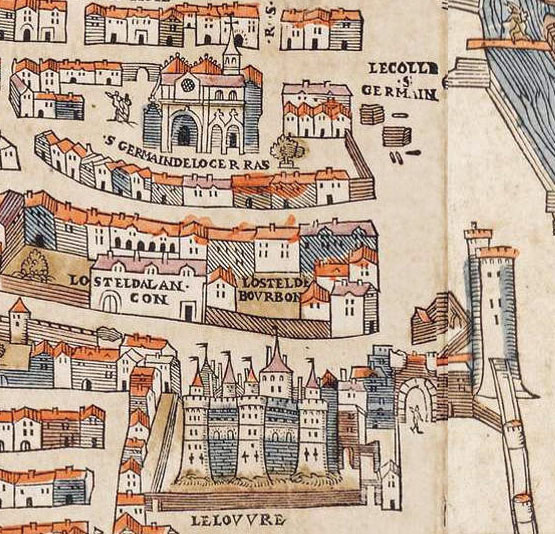
Ca. 1550 (Truschet & Hoyau).
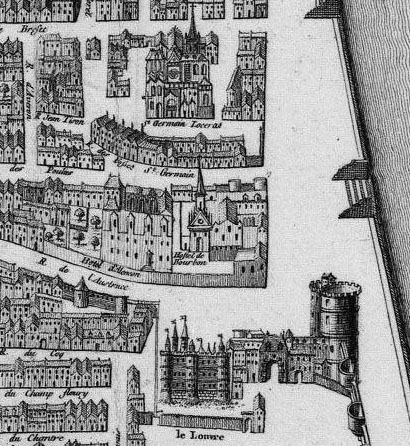
Ca. 1550 (Saint Victor).
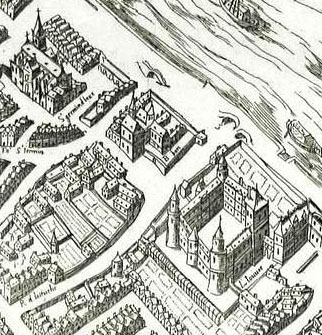
1609 (Quesnel).
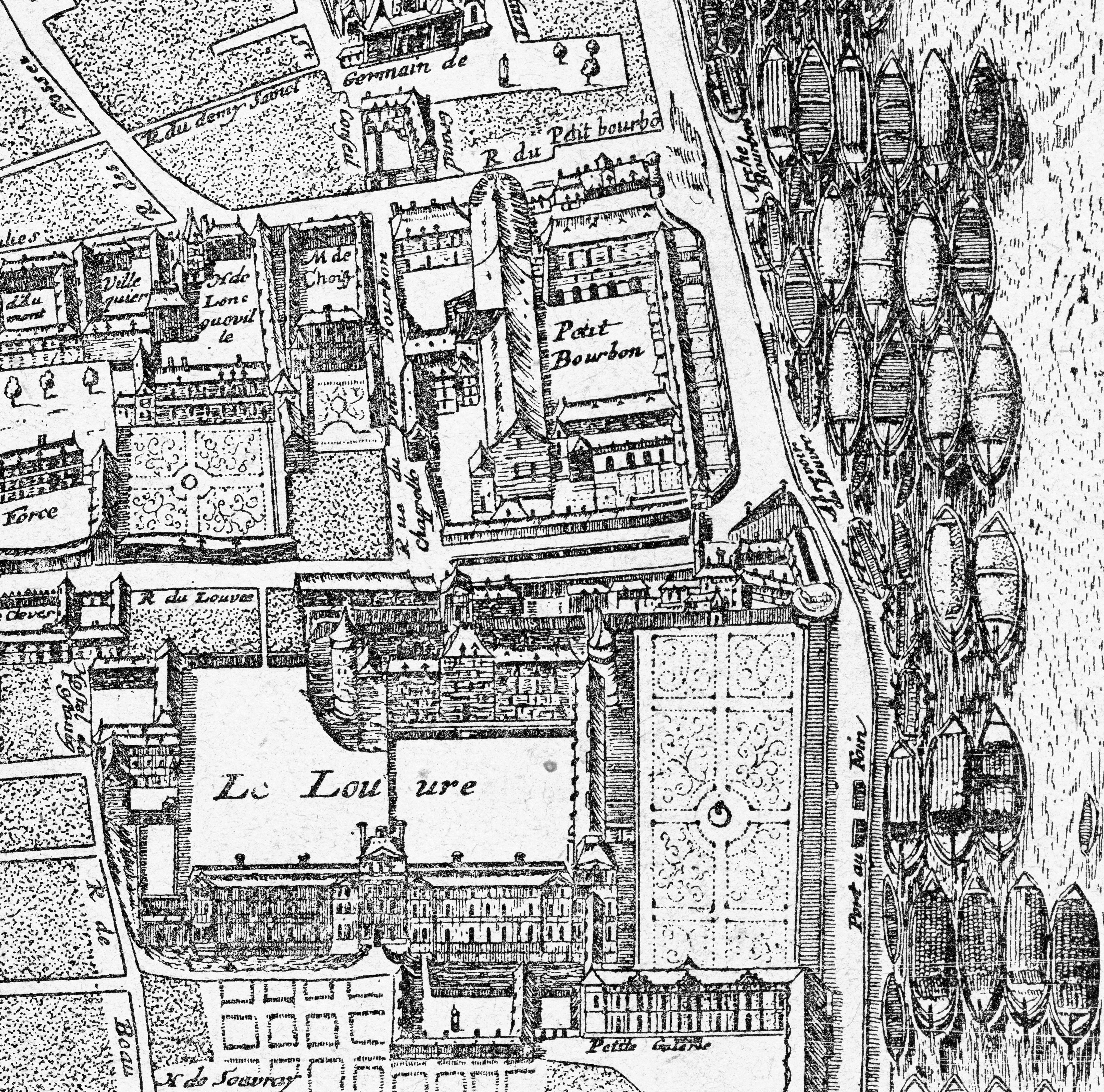
1652 (Gomboust).
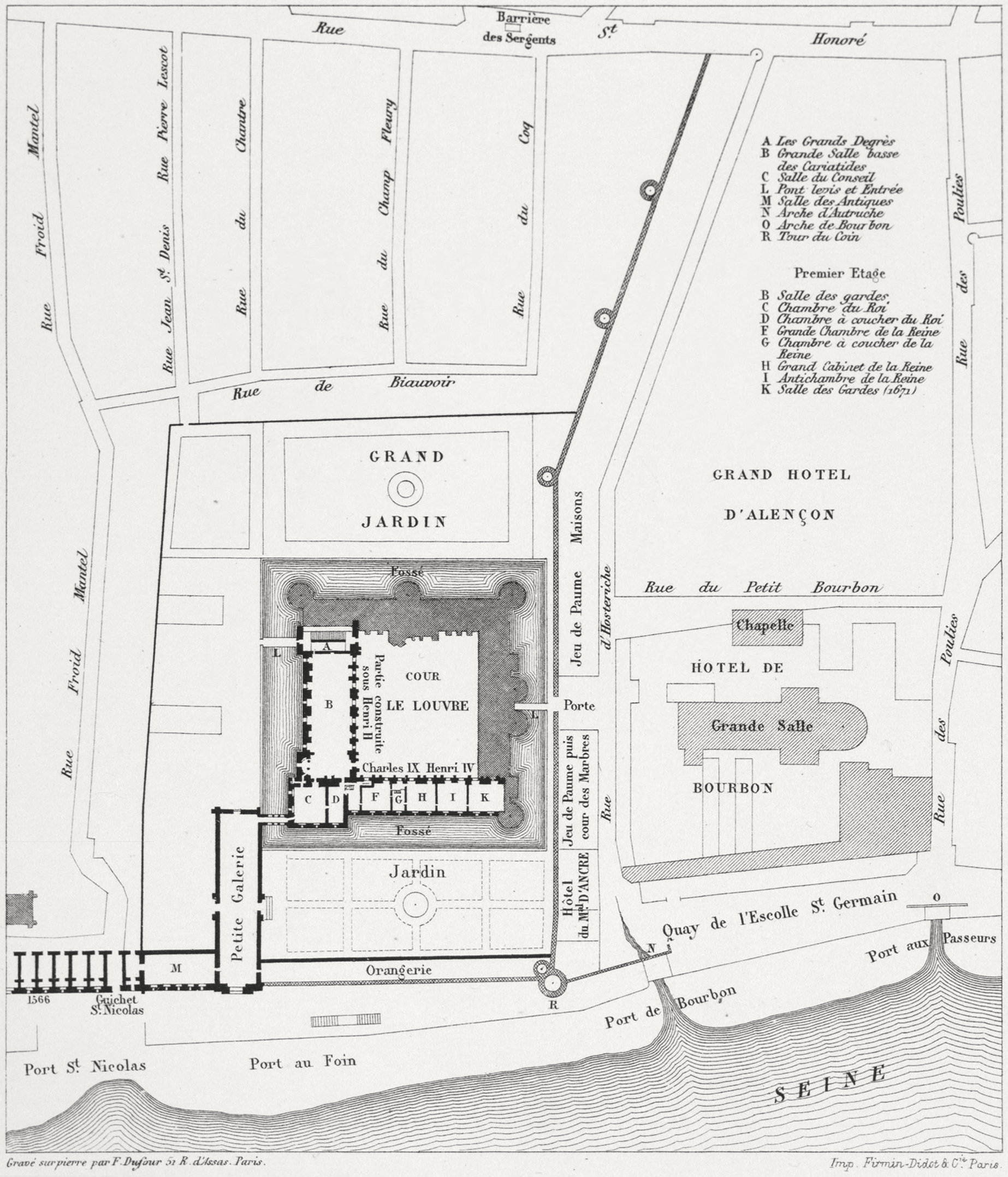
Le palais du Louvre et l'hôtel de Bourbon en 1595.
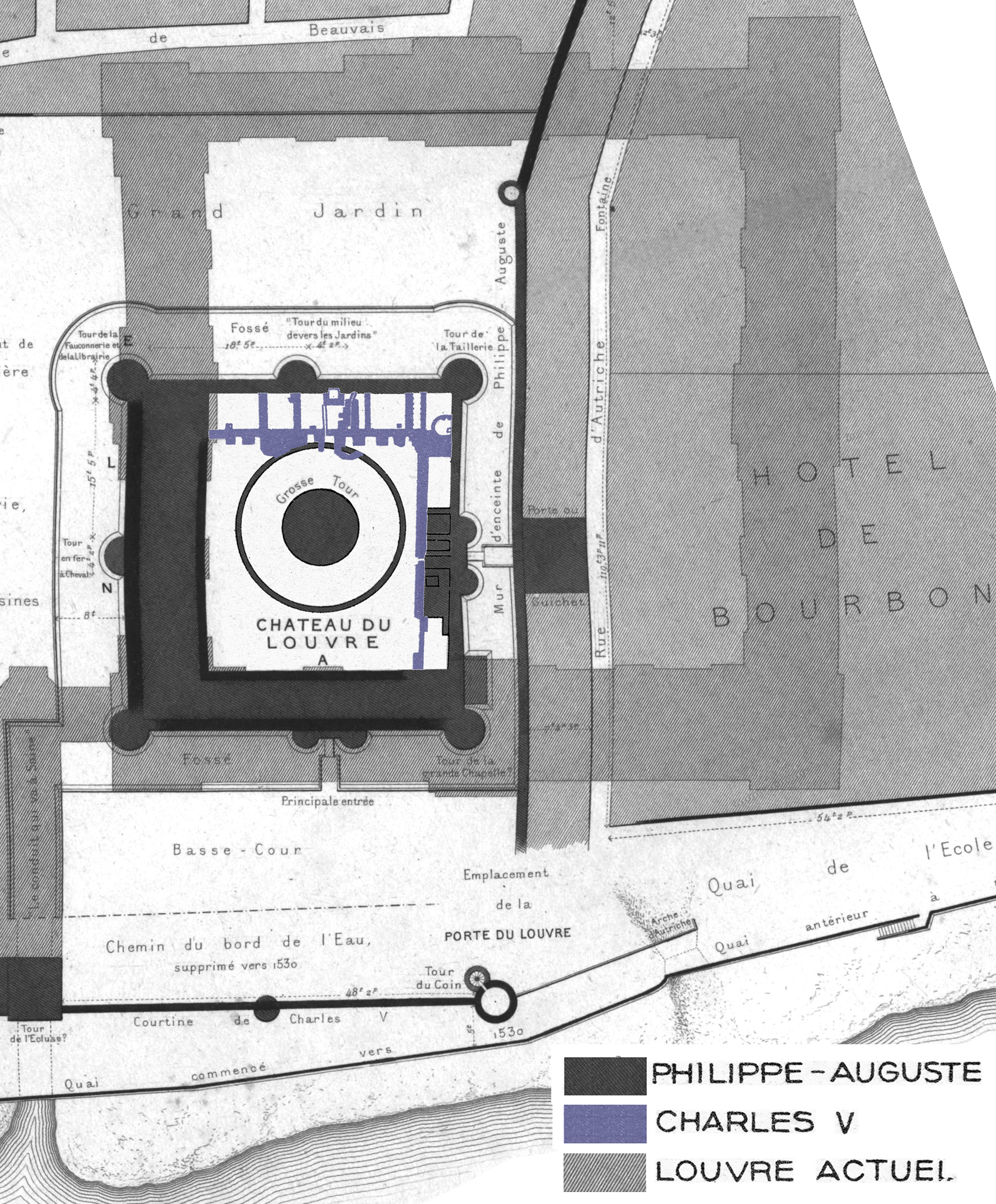
Du château médiéval du Louvre au palais du Louvre, d'après Louis Hautecœur.